# Lista siturilor arheologice din județul Argeș - A
Lista siturilor arheologice din județul Argeș - A conține toate siturile arheologice din județul Argeș înscrise în Repertoriul Arheologic Național (RAN) și aflate în localități al căror nume începe cu litera A. RAN este administrat de Ministerul Culturii și Patrimoniului Național și cuprinde date științifice, cartografice, topografice, imagini și planuri, precum și orice alte informații privitoare la zonele cu potențial arheologic, studiate sau nu, încă existente sau dispărute.
Puteți căuta un sit din localitățile care încep cu litera A folosind formularul de mai jos sau puteți naviga prin toate siturile din județ la Lista siturilor arheologice din județul Argeș.
| Cod RAN                                   | Denumire | Localitate                             | Adresă | Datare          | Descoperit | Coordonate                                   | Imagine           | Erori            |
| ----------------------------------------- | --- | -------------------------------------- | ------ | --------------- | ---------- | -------------------------------------------- | ----------------- | ---------------- |
| 14478.01.01                               | Castellum de la Urluieni - "Afrimești" / ansamblu anonim (Categorie: locuire militară) (Tip: Castellum)                                                       | sat Afrimești, comuna Bârla            |        | romană          |            |                                              | Încărcați imagine | Raportați eroare |
| 14003.01.01 (Cod LMI: AG-II-m-A-13467.01) | Ansamblul mănăstirii fortificate de la Aninoasa / ansamblu Biserica "Sf. Nicolae" (Categorie: structură de cult/religioasă) (Tip: Biserică)                   | sat Aninoasa, comuna Aninoasa          |        | 1677-1729       |            | 45°11′25″N 24°55′41″E / 45.1903°N 24.92817°E | Încărcați imagine | Raportați eroare |
| 14003.01.02 (Cod LMI: AG-II-m-A-13467.02) | Ansamblul mănăstirii fortificate de la Aninoasa / ansamblu Paraclis "Sf. Gheorghe" și "Sf. Dumitru" (Categorie: structură de cult/religioasă) (Tip: Biserică) | sat Aninoasa, comuna Aninoasa          |        | 1773            |            | 45°11′25″N 24°55′41″E / 45.1903°N 24.92817°E | Încărcați imagine | Raportați eroare |
| 14003.01.03 (Cod LMI: AG-II-m-A-13467.03) | Ansamblul mănăstirii fortificate de la Aninoasa / ansamblu Pivnițele caselor de la Tudoran Vlădescu (Categorie: structură de cult/religioasă) (Tip: Casă)     | sat Aninoasa, comuna Aninoasa          |        | 1677            |            | 45°11′25″N 24°55′41″E / 45.1903°N 24.92817°E | Încărcați imagine | Raportați eroare |
| 14003.01.04 (Cod LMI: AG-II-m-A-13467.04) | Ansamblul mănăstirii fortificate de la Aninoasa / ansamblu Case egumenești (Categorie: structură de cult/religioasă) (Tip: Casă)                              | sat Aninoasa, comuna Aninoasa          |        | 1722-1729       |            | 45°11′25″N 24°55′41″E / 45.1903°N 24.92817°E | Încărcați imagine | Raportați eroare |
| 14003.01.05 (Cod LMI: AG-II-m-A-13467.05) | Ansamblul mănăstirii fortificate de la Aninoasa / ansamblu anonim (Categorie: structură de cult/religioasă) (Tip: Chilii)                                     | sat Aninoasa, comuna Aninoasa          |        | 1722-1729       |            | 45°11′25″N 24°55′41″E / 45.1903°N 24.92817°E | Încărcați imagine | Raportați eroare |
| 14003.01.06 (Cod LMI: AG-II-m-A-13467.06) | Ansamblul mănăstirii fortificate de la Aninoasa / ansamblu anonim (Categorie: structură de cult/religioasă) (Tip: Turn clopotniță)                            | sat Aninoasa, comuna Aninoasa          |        | 1722-1729       |            | 45°11′25″N 24°55′41″E / 45.1903°N 24.92817°E | Încărcați imagine | Raportați eroare |
| 14003.01.07 (Cod LMI: AG-II-m-A-13467.07) | Ansamblul mănăstirii fortificate de la Aninoasa / ansamblu anonim (Categorie: structură de cult/religioasă) (Tip: Zid de incintă)                             | sat Aninoasa, comuna Aninoasa          |        | 1722-1729       |            | 45°11′25″N 24°55′41″E / 45.1903°N 24.92817°E | Încărcați imagine | Raportați eroare |
| 13917.01 (Cod LMI: AG-IV-m-A-13877)       | Cruce de piatră (de hotar) la Albești (Categorie: structură de cult/religioasă) (Tip: cruce)                                                                  | sat Albești, comuna Albeștii de Muscel |        | 1661            |            |                                              | Încărcați imagine | Raportați eroare |
| 13917.02 (Cod LMI: AG-IV-m-A-13878)       | Cruce de piatră la Albești (Categorie: structură de cult/religioasă) (Tip: cruce)                                                                             | sat Albești, comuna Albeștii de Muscel |        | 1722            |            |                                              | Încărcați imagine | Raportați eroare |
| 13819.01 (Cod LMI: AG-IV-m-A-13880)       | Cruce de piatră la Albeștii Pământeni (Categorie: structură de cult/religioasă) (Tip: cruce)                                                                  | comuna Albeștii Pământeni              |        | 1694            |            |                                              | Încărcați imagine | Raportați eroare |
| 14003.02                                  | Cruce de piatră la Aninoasa (Categorie: structură de cult/religioasă) (Tip: cruce)                                                                            | sat Aninoasa, comuna Aninoasa          |        | sec. XVII-XVIII |            |                                              | Încărcați imagine | Raportați eroare |
| 13944.01 (Cod LMI: AG-IV-m-A-13975)       | Cruce de piatră la Albota (Categorie: structură de cult/religioasă) (Tip: cruce)                                                                              | sat Albota, comuna Albota              |        | 1704            |            |                                              | Încărcați imagine | Raportați eroare |